# Водозабірна споруда
Водозабірна споруда (рос. водозаборное сооружение; англ. water inlet; water intake works; нім. Wasserentnahme, Wasserentnahmestelle, Wasserfassung, Wasserentnahmeanlage) — гідротехнічна споруда для відбирання води з водоймища, водотоку або підземного джерела води з метою промислового і господарсько-побутового водопостачання.
Розрізняють водозабірні споруди поверхневих і підземних вод.
Водозабірні споруди поверхневих вод діляться на водоприймачі берегового типу, які розміщуються на схилі і відкачують воду насосами через всмоктувальні труби безпосередньо з русла, і водоприймачі руслового типу, які складаються з приймального оголовка в руслі річки, звідки вода самопливом надходить до берегового колодязя і далі відкачується насосом.
Для відбирання підземних вод використовуються вертикальні (свердловини, шахтові колодязі), горизонтальні (траншейні і трубчасті споруди, галереї, штольні, кяризи — комбінації штолень і шахтових колодязів), променеві водозабірні споруди і каптажі джерел.